# إد كلارك
إد كلارك (بالإنجليزية: Ed Clark) هو محامي وسياسي أمريكي، ولد في 4 مايو 1930 في ميدلبورو في الولايات المتحدة. حزبياً، نشط في الحزب الليبرتاري الأمريكي.